# Cyrtodactylus adleri
Cyrtodactylus adleri е вид влечуго от семейство Геконови (Gekkonidae).

## Разпространение
Видът е разпространен в Индия (Никобарски острови).